# Cardielos e Serreleis
Cardielos e Serreleis est une paroisse civile portugaise (en portugais : freguesia) de la municipalité de Viana do Castelo, dans le district de Viana do Castelo.
Son nom officiel est União das freguesias de Cardielos e Serreleis. Elle est créée par la loi no 11-A/2013 du 28 janvier 2013 portant réorganisation administrative du territoire des freguesias, en fusionnant Cardielos et Serreleis. Son siège est à Cardielos.
Lors du recensement de 2021, Cardielos e Serreleis compte 2 150 habitants.